# Gornja Jajina
Gornja Jajina (cyr. Горња Јајина) – wieś w Serbii, w okręgu jablanickim, w mieście Leskovac. W 2011 roku liczyła 528 mieszkańców.